# Анна Комнина (дъщеря на Йоан II Комнин)
Анна Комнина (на средногръцки: Άννα Κομνηνή; на латински: Anna Komnene, * 1110) от династията Комнини е багренородна принцеса на Византийската империя.
Тя е втората дъщеря на византийския император Йоан II Комнин (1087 – 1143) и Ирина (1088 – 1134), дъщеря на Ласло I, крал на Унгария (1077 – 1095). Тя е сестра на императорите Алексий Комнин (1106 – 1142) и Мануил I Комнин (1118 – 1180).
Анна се омъжва за Стефан Кондостефан († 1149). Те имат четири деца:
- Йоан Кондостефан († сл. 1166)
- Алексий († 1176)
- Андроник Кондостефан († сл. 1182)
- Ирина, омъжена за Никифор Вриений († сл. 1166)[3].